# João Pedro da Silva Pereira
João Pedro da Silva Pereira (Lisboa, 25 de febrer del 1984), conegut simplement com a João Pereira, és un exfutbolista portuguès que ha destacat per jugar a l'Sporting CP i a la selecció portuguesa, principalment de lateral dret. Actualment és l'entrenador de l'Sporting Clube de Portugal.
Abans de jugar al València, João Pereira va jugar un total de 199 partits al Benfica, l'Sporting de Portugal, i l'Sporting de Braga, en què va marcar 9 gols. Va guanyar la Lliga portuguesa l'any 2004-05. Com a internacional destaca la seva participació amb la selecció de futbol de Portugal en l'Eurocopa del 2012.

## Carrera futbolística

### Benfica
Jugant al S.L. Benfica, va debutar amb el primer equip el dia 17 d'agost de 2003, amb el resultat d'empat a 0 davant del Boavista FC, acabant la primera divisió de Portugal 2003-04 jugant 25 partits i marcant 4 gols, principalment com a migcampista.
La temporada següent, 2004-2005 va formar part del Benfica que va guanyar la primera divisió de Portugal 2004-05.
Ronald Koeman, entrenador en aquells moments del Benfica, va posar-lo majoritàriament com a suplent, i més tard al S.L. Benfica B. Per això, en finalitzar la temporada 2005/2006 va ser traspassat al Gil Vicente FC, equip amb el qual ja havia jugat aquella mateixa temporada per una cessió.

### Braga
Després de jugar al Gil Vicente F.C., va ser traspassat al S.C. Braga. Va tornar a jugar a la primera divisió de Portugal, aquesta vegada com a lateral dret. La gran actuació en la seva nova posició va cridar l'atenció de clubs grans de Portugal, com per exemple el Sporting Clube de Portugal.
Va disputar 3 temporades, des del 2007 fins al 2010 al S.C. Braga.

### Sporting CP
El 22 de desembre del 2009, Sporting Clube de Portugal va fitxar Pereira per 3 milions d'euros, una gran quantitat tenint en compte la situació mediàtica del jugador. Va tenir una gran regularitat al Sporting durant la primera divisió de Portugal a la temporada 2010/11, tant com de defensa com de centrecampista en alguna ocasió, i el seu equip va acabar en 3a posició aquella temporada.

### València CF
El 24 de maig del 2012, João Pereira va ser traspassat pel València CF per 3,6 milions d'euros per 3 anys amb opció de 4 obtenint la possibilitat de jugar la Lliga de Campions. En la Lliga de campions de la temporada 2012/2013 ha participat en 5 partits, tots com a lateral dret. A partir de la temporada 2014-15 es va veure relegat a tercer lateral, pel que va fitxar pel Hannover 96 en gener de 2015.